# Mistrzostwa Świata w Judo 2024
42. Mistrzostwa Świata w Judo odbyły się w dniach 19-24 maja 2024 roku w Abu Zabi w ZEA, na terenie Mubadala Arena.

## Klasyfikacja medalowa
| Miejsce | Państwo                          |    |    |    | Razem |
| ------- | -------------------------------- | -- | -- | -- | ----- |
| 1       | Japonia                          | 4  | 2  | 4  | 10    |
| 2       | Gruzja                           | 2  | 1  | 2  | 5     |
| 3       | Korea Południowa                 | 2  | 0  | 3  | 5     |
| 4       | Azerbejdżan                      | 2  | 0  | 0  | 2     |
| 5       | Francja                          | 1  | 2  | 3  | 6     |
| 6       | Włochy                           | 1  | 2  | 1  | 4     |
| 7       | Niemcy                           | 1  | 0  | 1  | 2     |
| 7       | Mongolia                         | 1  | 0  | 1  | 2     |
| 9       | Holandia                         | 1  | 0  | 0  | 1     |
| 10      | Kanada                           | 0  | 2  | 1  | 3     |
| ---     | Indywidualni sportowcy neutralni | 0  | 1  | 2  | 3     |
| 11      | Turcja                           | 0  | 1  | 1  | 2     |
| 11      | Uzbekistan                       | 0  | 1  | 1  | 2     |
| 13      | Chińskie Tajpej                  | 0  | 1  | 0  | 1     |
| 13      | Polska                           | 0  | 1  | 0  | 1     |
| 13      | Serbia                           | 0  | 1  | 0  | 1     |
| 16      | Hiszpania                        | 0  | 0  | 2  | 2     |
| 17      | Kazachstan                       | 0  | 0  | 1  | 1     |
| 17      | Finlandia                        | 0  | 0  | 1  | 1     |
| 17      | Wielka Brytania                  | 0  | 0  | 1  | 1     |
| 17      | Kosowo                           | 0  | 0  | 1  | 1     |
| 17      | Kirgistan                        | 0  | 0  | 1  | 1     |
| 17      | Szwecja                          | 0  | 0  | 1  | 1     |
| 17      | Szwajcaria                       | 0  | 0  | 1  | 1     |
| 17      | Tadżykistan                      | 0  | 0  | 1  | 1     |
| Razem   | Razem                            | 15 | 15 | 30 | 60    |

## Medaliści

### Mężczyźni
| Konkurencja             | Złoto | Srebro | Brąz |
| −60kg                   | Giorgi Sardalaszwili | Yang Yung-wei | Taiki Nakamura Lee Ha-rim |
| −66kg                   | Ryoma Tanaka | Takeshi Takeoka | Luukas Saha Waża Margwelaszwili |
| −73kg                   | Hidayət Heydərov | Tatsuki Ishihara | Nils Stump Lavjargalyn Ankhzayaa |
| −81kg                   | Tato Grigalaszwili | Timur Arbuzow | Somon Makhmadbekov Lee Joon-hwan |
| −90kg                   | Gōki Tajima | Nemanja Majdov | Erlan Sherov Tristani Mosakhlishvili |
| −100kg                  | Zielim Kocojew | Shady El Nahas | Dota Arai Nikoloz Sherazadishvili |
| +100 kg                 | Kim Min-jong | Guram Tusziszwili | Alisher Yusupov Tamierłan Baszajew |
| turniej drużynowy mikst | Japonia · Mao Arai · Mayu Honda · Tatsuki Ishihara · Komei Kawabata · Kanta Nakano · Hyōga Ōta · Gōki Tajima · Ayami Takano · Momo Tamaoki · Ryuga Tanaka · Shiho Tanaka · Wakaba Tomita | Francja · Mathéo Akiana Mongo · Orlando Cazorla · Axel Clerget · Léa Fontaine · Joan-Benjamin Gaba · Priscilla Gneto · Coralie Hayme · Faïza Mokdar · Maxime-Gaël Ngayap Hambou · Margaux Pinot · Khamzat Saparbaev · Florine Soula | Gruzja · Eter Askilaszwili · Luka Babutsidze · Giorgi Chikhelidze · Saba Inaneiszwili · Giorgi Jabniashvili · Nino Loladze · Sopio Somchiszwili · Georgi Terashvili · Guram Tusziszwili · Włochy · Thauany Capanni · Giovanni Esposito · Nicholas Mungai · Christian Parlati · Manuel Parlati · Irene Pedrotti · Gennaro Pirelli · Kim Polling · Lorenzo Rigano · Erica Simonetti · Asya Tavano |

### Kobiety
| Konkurencja | Złoto                    | Srebro             | Brąz                             |
| −48kg       | Bawuudordżijn Baasanchüü | Assunta Scutto     | Abiba Abużakynowa Tara Babulfath |
| −52kg       | Odette Giuffrida         | Diyora Keldiyorova | Amandine Buchard Mascha Ballhaus |
| −57kg       | Huh Mi-mi                | Christa Deguchi    | Jessica Klimkait Momo Tamaoki    |
| −63kg       | Joanne van Lieshout      | Angelika Szymańska | Clarisse Agbegnenou Laura Fazliu |
| −70kg       | Margaux Pinot            | Marie-Eve Gahié    | Shiho Tanaka Madina Tajmazowa    |
| −78kg       | Anna-Maria Wagner        | Alice Bellandi     | Madeleine Malonga Emma Reid      |
| +78 kg      | Wakaba Tomita            | Kayra Sayıt        | Kim Ha-yun Hilal Öztürk          |